# Gillbeea adenopetala
Gillbeea adenopetala är en tvåhjärtbladig växtart som beskrevs av F. Müll.. Gillbeea adenopetala ingår i släktet Gillbeea och familjen Cunoniaceae. Inga underarter finns listade i Catalogue of Life.